# Naro-Fominsk
Naro-Fominsk (ryska На́ро-Фоми́нск) är en stad i Moskva oblast i Ryssland. Staden hade 62 268 invånare år 2015.
Byn Fominskoye vid floden Nara nämndes första gången år 1339 i  Ivan Kalitas andliga testamente. Själva samhället grundades 1840 som en bosättning på ett spinneri och väveri. År 1926 fick det status som en stad. 
Under de tyska truppernas fälttåg mot Moskva enligt "Typhoon-planen" hösten 1941 låg Naro-Fominsk i stridslinjen. Den 17 oktober 1941 utsattes staden för en brutal bombning och den 21 oktober 1941 närmade sig enheter i den 4:e armén  Naro-Fominsk. Den västra delen av staden intogs nästa dag. Striderna  fortsatte i 66 dagar tills staden slutligen befriades av General M. G. Efremov och enheter från den 33:e armén den 26 december 1941. 
Under efterkrigstiden blev staden känd för produktion av silke. Naro-Fominsk var en av de första som etablerade produktionen av Bolognaväv. Idag är Naro-Fominsk en modern utvecklingsstad med en rik historia och stor ekonomisk potential.

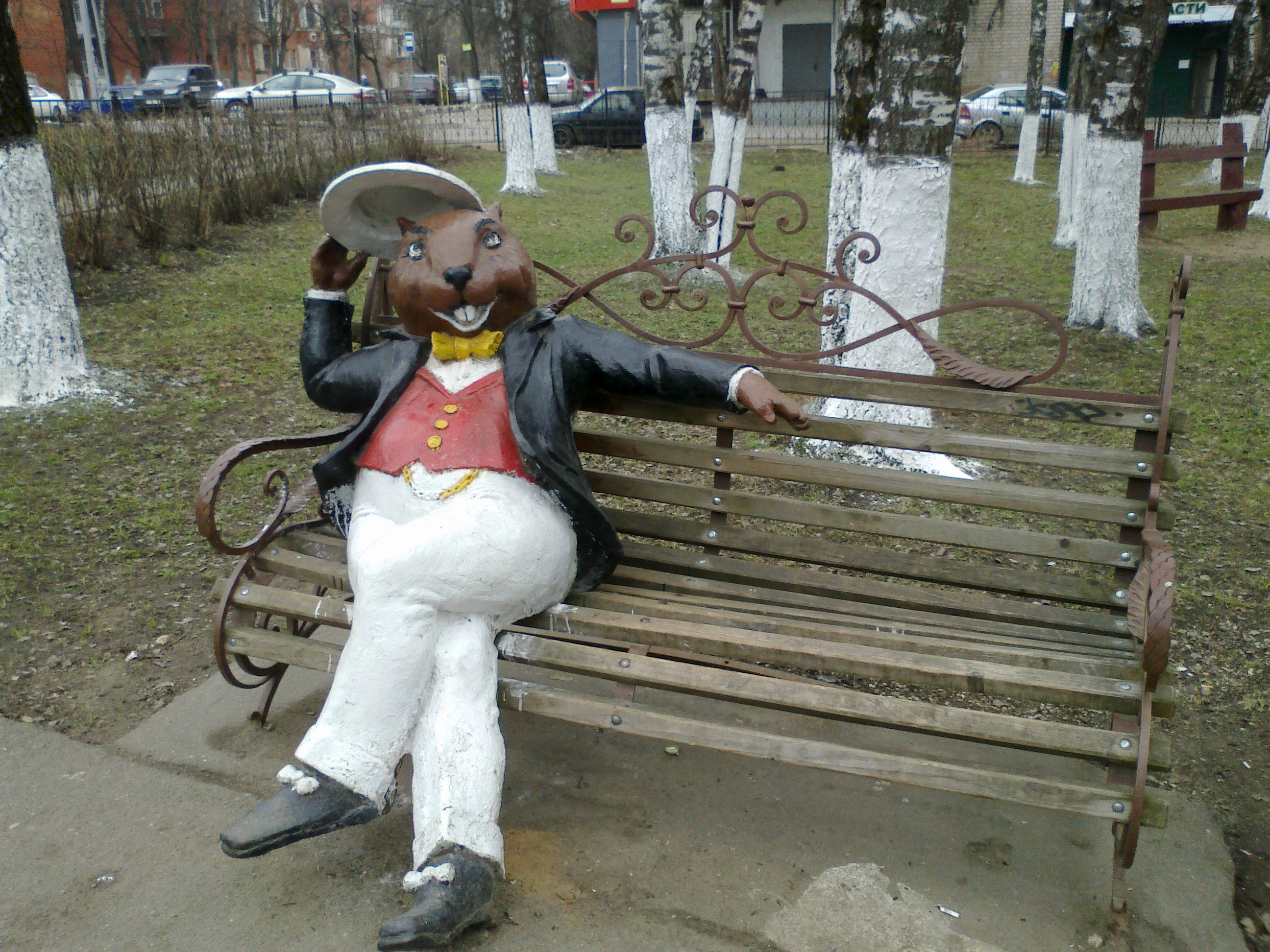
Bobruisktorget.

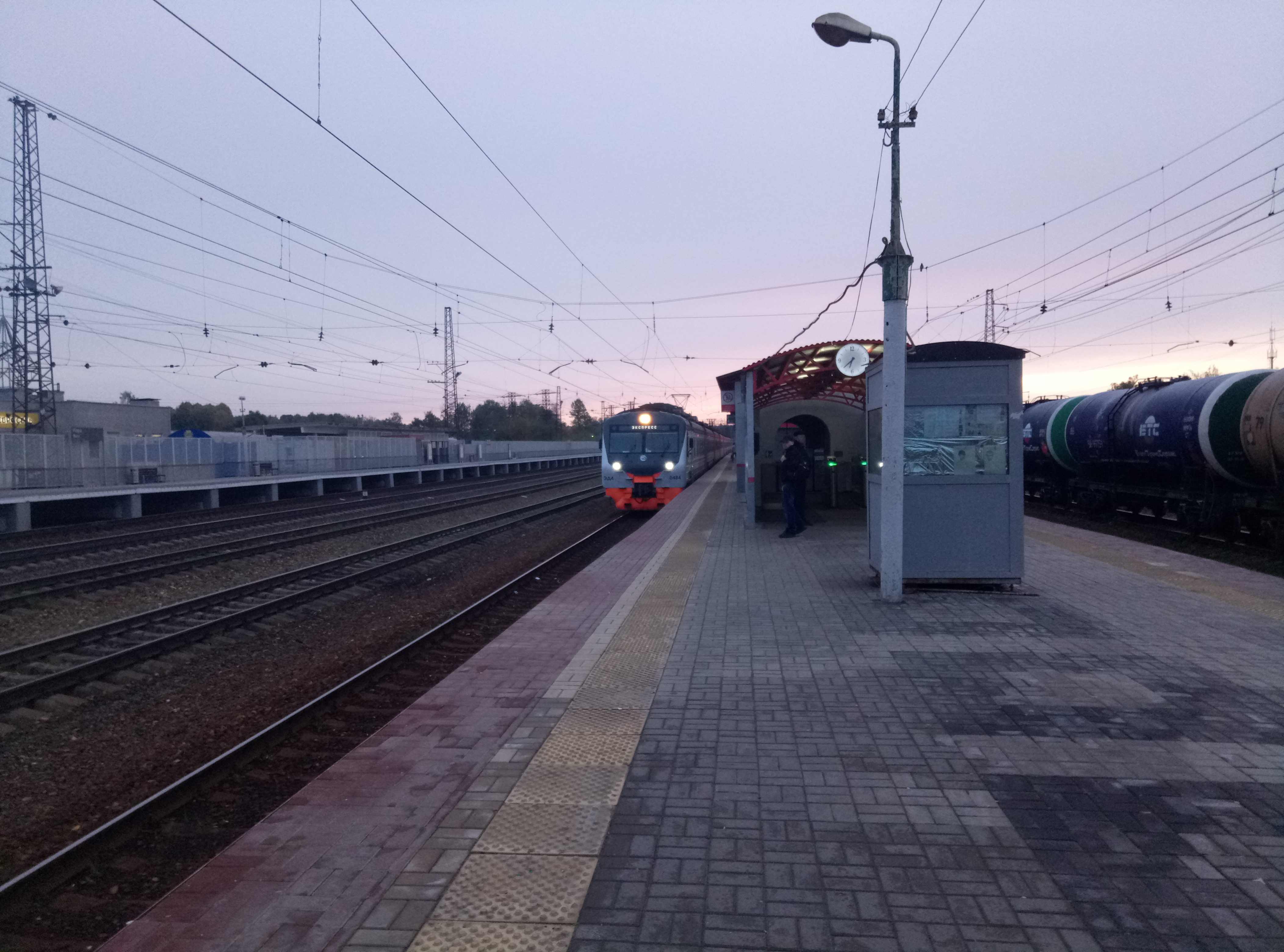
Järnvägsstation "Nara".

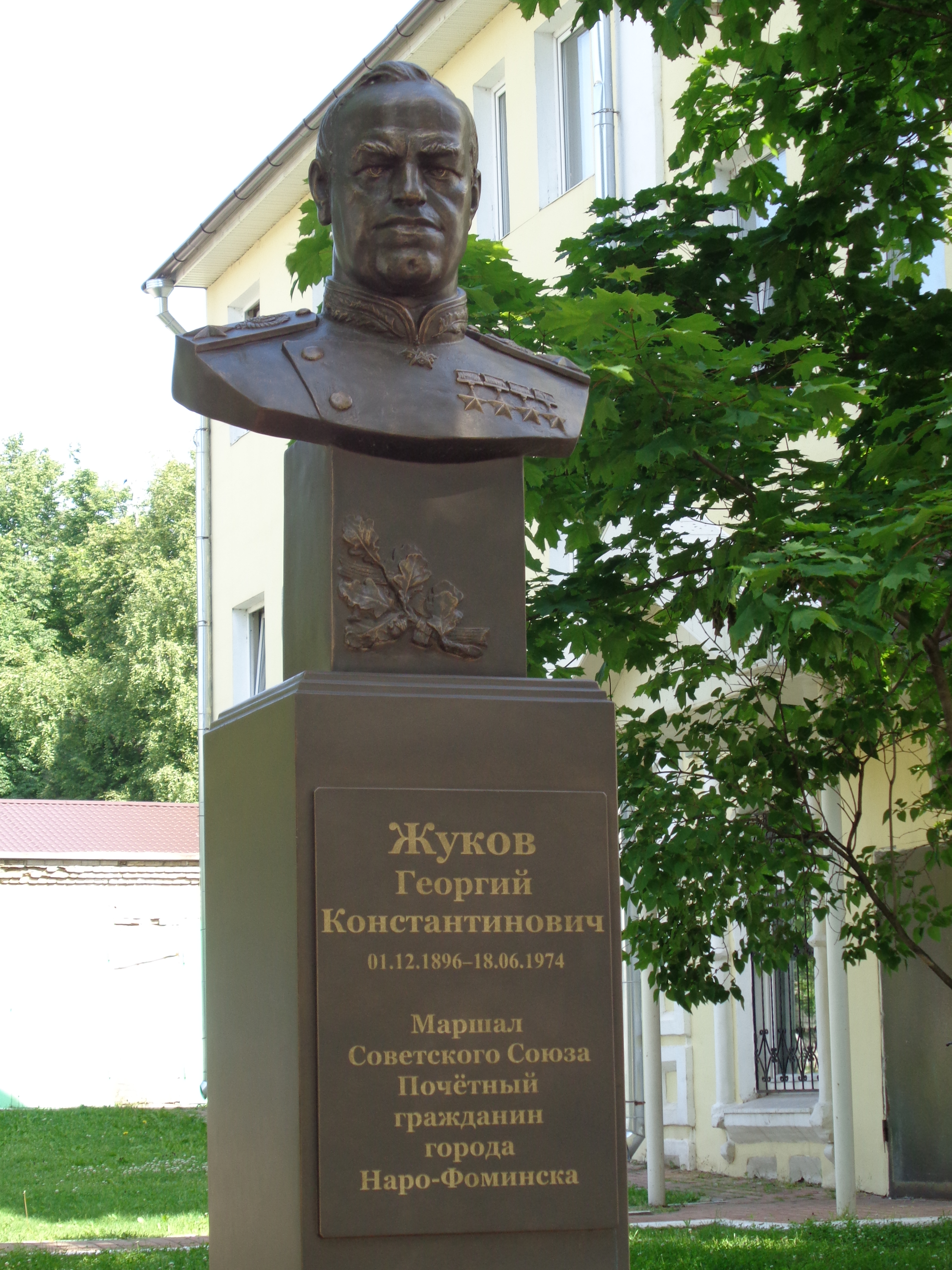
Byst av Marskalk av Sovjetunionen G. K. Zhukov.